# James Mackintosh
James Mackintosh, född 24 oktober 1765 i Aldourie i Inverness-shire (i nuvarande Highland) i Skottland, död 30 maj 1832, var en skotsk moralfilosof och historisk skriftställare.
Mackintosh blev 1788 läkare i London och 1795 advokat. Han intog en bemärkt ställning i tidens politiska och litterära kretsar sedan han fäst uppmärksamheten vid sig genom sin 1791 utgivna försvarsskrift för franska revolutionen, Vindiciae gallicae. Denna skrevs som svar på Edmund Burkes arbete Reflections on the revolution in France och den erhöll nästan lika stor framgång som hans vältalige motståndares verk.
Mackintosh adlades 1803, var 1804–1811 överdomare (recorder) i Bombay och tillhörde som underhusmedlem (från 1813 till sin död) whigpartiets mera bemärkta män. År 1830 utnämndes han till ledamot i Board of control (departementet för indiska ärenden), efter att 1818–1824 ha varit professor i lagkunskap vid Ostindiska kompaniets läroanstalt Haileybury college.
Mackintosh, som mot 1790-talets slut tillkännagivit sin övergång till Burkes uppfattning av franska revolutionen, verkade i parlamentet bland annat för strafflagens förmildring, katolikernas emancipation och parlamentsreformen. Som moralfilosof intar han en mellanställning mellan den äldre intuitiva etiken och den moderna altruistiska utilitarismen.
Hans mest bekanta filosofiska arbete är Dissertation on the progress of the ethical philosophy (i "Encyclopaedia britannica", 1830, separat i 4 upplagor, senast 1872). Han gjorde omfattande förstudier till en stor engelsk historiebok, men hann utarbeta endast en översiktlig sådan i Dionysius Lardners "Cabinet cyclopaedia" och en ofullbordad History of the revolution in England in 1688 (1834), som högt prisades i en essä av Macaulay. Mackintoshs Miscellaneous works utgavs i 13 band 1846.